# Часы арки Главного штаба

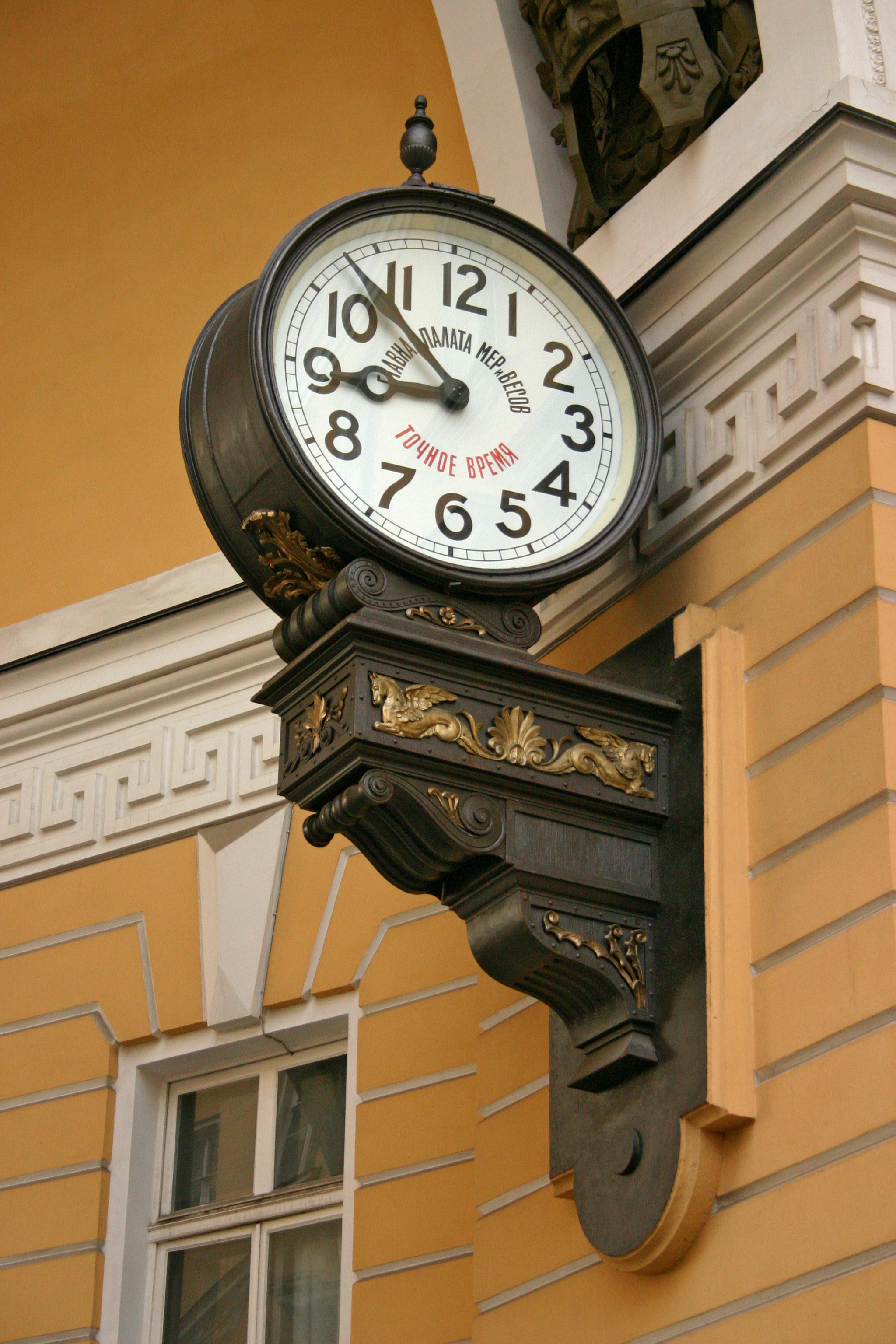
Часы арки Главного штаба. Фотография 2004 года

Часы́ а́рки Гла́вного шта́ба (часы Менделеева) — первые уличные электрические часы в Санкт-Петербурге, с двухметровым круглым двусторонним циферблатом с надписью «Главная палата мѣръ и вѣсовъ. Точное время». Установлены в 1905 году на стене арки Главного штаба при участии учёного Д. И. Менделеева. Отреставрированы швейцарскими и российскими мастерами в 2003 году с обновлением механизма и сохранением исторического дизайна, за исключением надписи на циферблате.

## Описание
Часы с круглым двусторонним циферблатом с надписью «Главная палата мер и весов. Точное время». Диаметр циферблатов — 2 м. Корпус декорирован бронзой. Укреплены на декорированном кронштейне на стене арки Главного штаба (Большая Морская улица, д. 2).

## История

### XX век

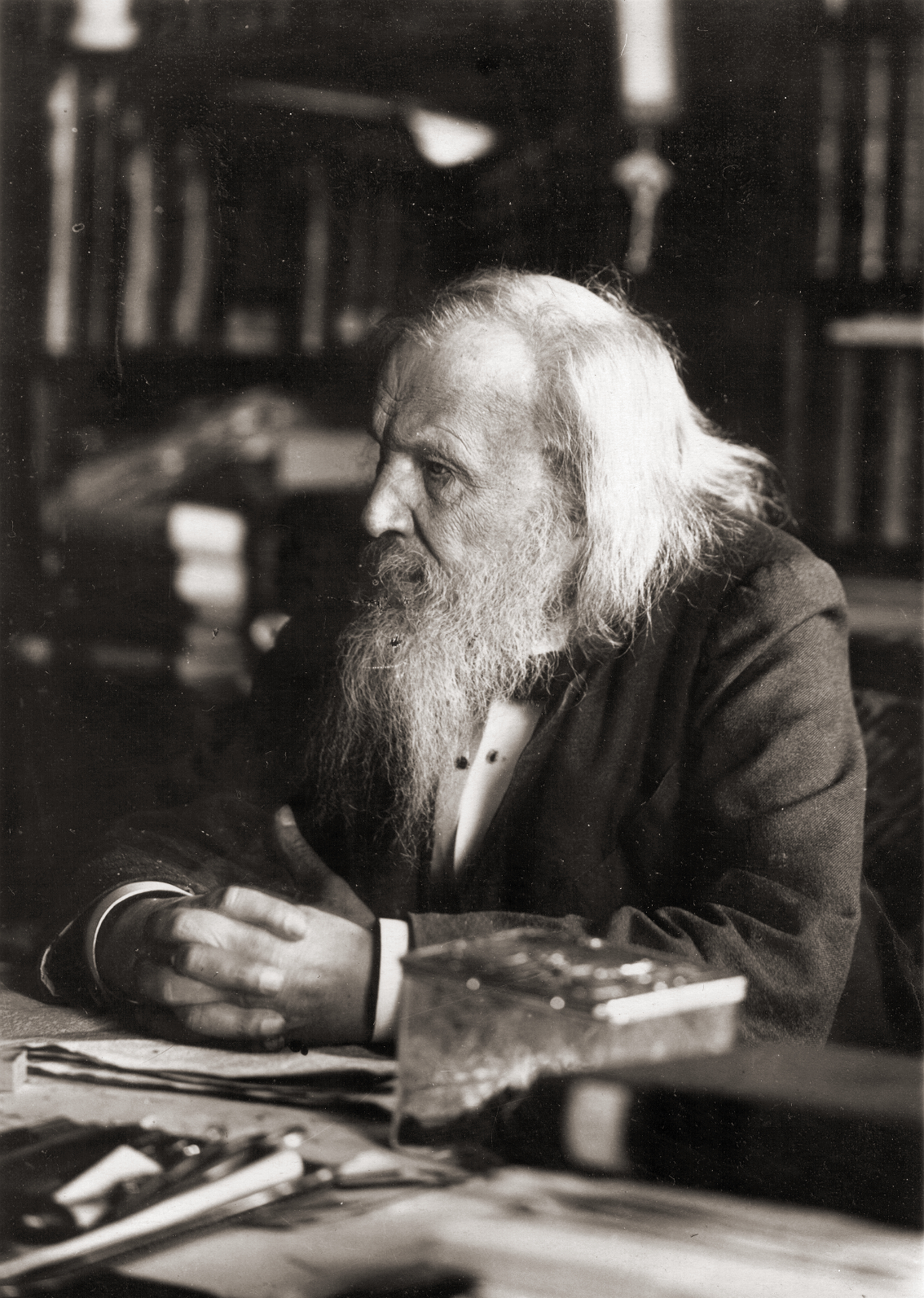
Д. И. Менделеев. Петербург. 1897

В начале XX века в Главной палате мер и весов, возглавлявшейся Д. И. Менделеевым, под руководством учёного была разработана система передачи точного времени от эталонных часов Главной палаты на вторичные часы по электрическому кабелю.
История появления часов в арке Главного штаба связана с проведением электрического кабеля от Главной палаты мер и весов к Зимнему дворцу. По решению Д. И. Менделеева была сделана подводка кабеля также к зданию Министерства финансов, располагавшемуся на Большой Морской улице, д. 2. Согласно плану учёного, часы диаметром около метра должны были размещаться в одном из окон Министерства. Такое расположение позволяло бы осуществлять контроль температурного режима и точности работы часов и обеспечивать их обслуживание.
Министерство финансов выступило со встречным предложением, предполагавшим подвешивание двухметровых часов с двумя циферблатами под аркой на Дворцовой площади. Проект вызвал возражения Менделеева, оценившего идею размещения массивного приспособления на высоте как «весьма рискованную» и отметившего, что в случае реализации замысла Главная палата мер и весов будет нести ответственность «за время, но не за архитектурные приспособления».
В 1905 году был воплощён проект Министерства финансов — электрические часы системы Грау—Вагнера с двусторонним двухметровым циферблатом с надписью «Главная палата мѣръ и вѣсовъ. Точное время» были укреплены на кронштейне на стене арки Главного штаба. Часовой механизм изготовил мастер Август Эриксон. Разработка системы подвешивания, архитектурных деталей, металлодекора выполнена архитектором Министерства финансов.

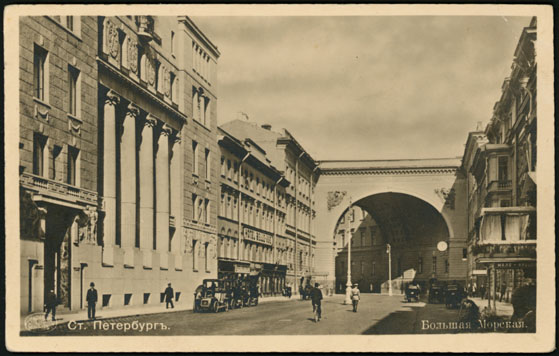
Арка Главного штаба с часами. Почтовая открытка. Начало XX века

Часы в арке Главного штаба стали первыми уличными электрическими часами в Петербурге. Сигналы точного времени поступали по электрическому кабелю от первичных эталонных часов мюнхенской фирмы «Нейгер и сыновья» на башне Главной палаты мер и весов.

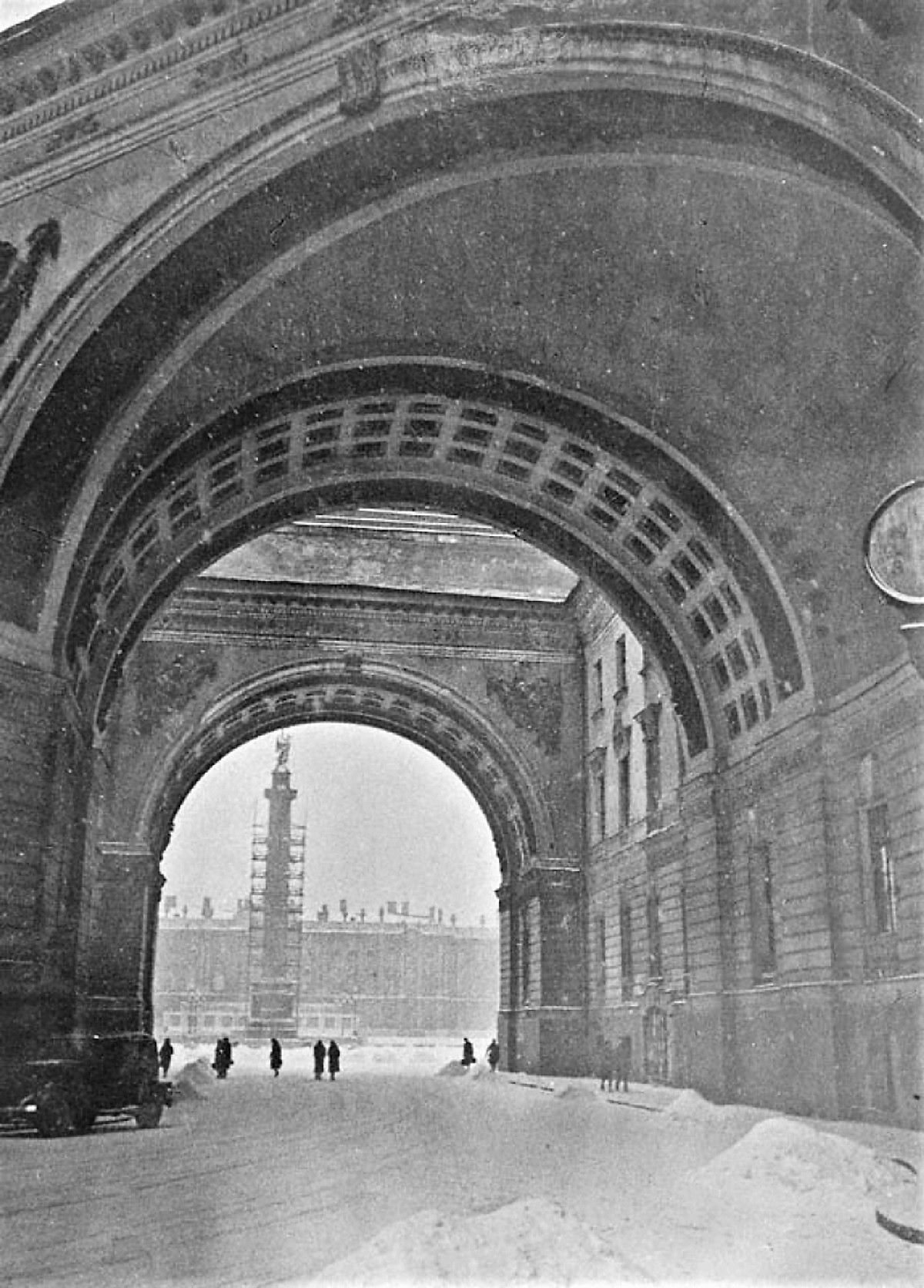
Арка Красной армии с фрагментом часов. 1942. Фотография С. Струнникова

Хронометр в арке Главного штаба называли «часами Менделеева», в 1920-е годы он был известен под названием «электрические часы общественного пользования, установленные под Аркой Красной Армии».
Обслуживание часов производилось сотрудниками Главной палаты мер и весов.
В 1971 году был предпринят комплексный ремонт часов, выполненный на заводе «Эталон». Часы были демонтированы и перевезены во Всероссийский НИИ метрологии имени Д. И. Менделеева. Была произведена частичная замена деталей, обновлены циферблаты и стрелки.

### XXI век
В 2001 году часы были повреждены в процессе строительных работ, связанных с реставрацией арки Главного штаба, — разбито стекло одного циферблата, повреждён электрический кабель. По данным реставрационной комиссии, к началу XXI века от дореволюционного механизма в устройстве сохранились лишь две детали, предположительно, изготовленные фирмой «Siemens». Было принято решение о восстановлении часов с заменой механизма и сохранением исторического дизайна.

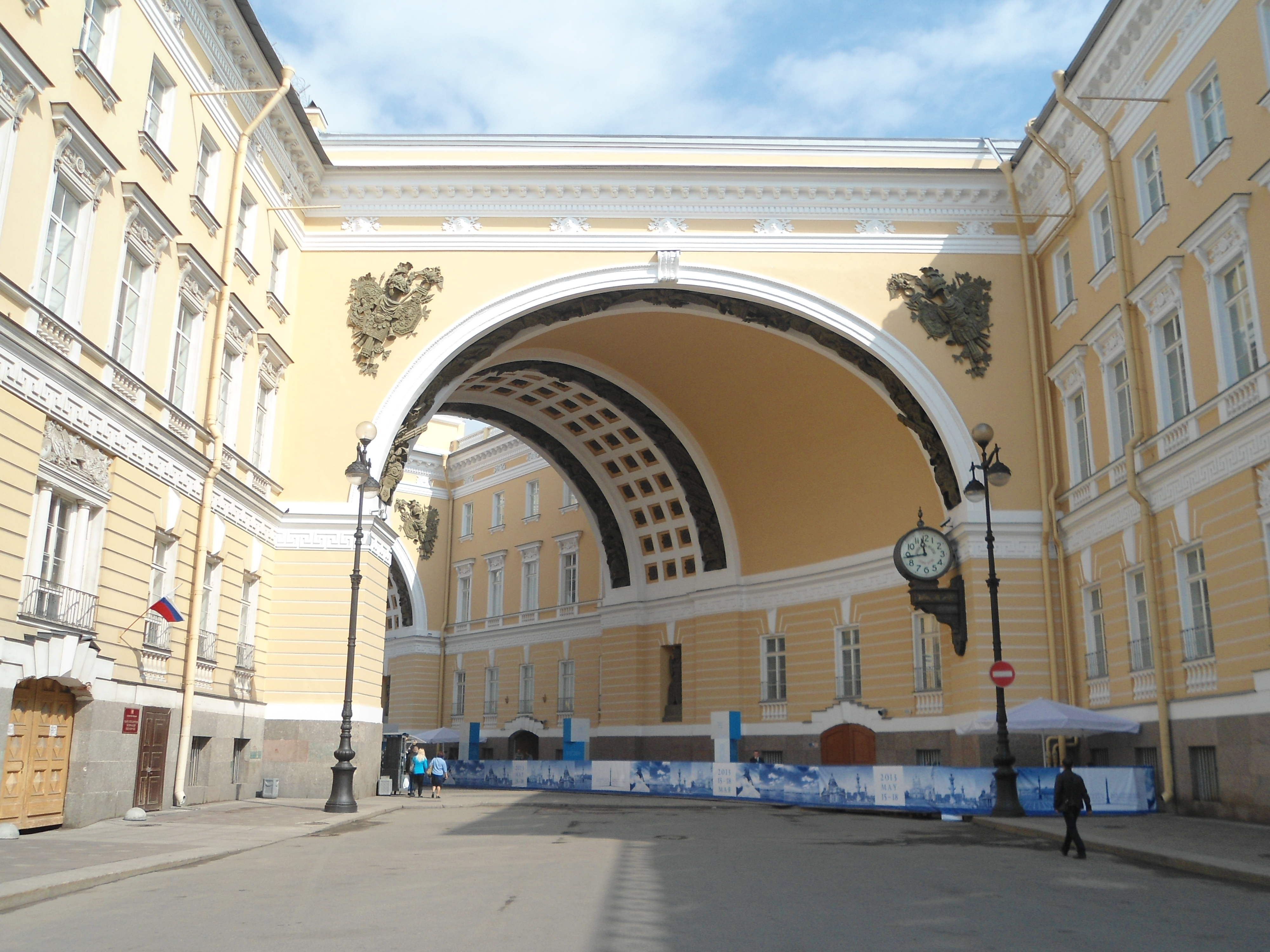
Арка Главного штаба с часами. Фотография 2013 года

Реставрация проводилась под эгидой Министерства иностранных дел Швейцарии и почётного генерального консульства Швейцарии в Петербурге, совместными усилиями швейцарских и российских мастеров. Швейцарская фирма «Moser-Baer AG» работала с часовым механизмом, российское ООО «Матис» — с циферблатом и корпусом. Механизм был заменён на новейший швейцарский — с радиокоррекцией и датчиком положения стрелок. Коррекция времени производится с помощью GPS. Новые циферблаты изготовлены из матового стекла, защитные ветровые стёкла — из триплекса. Исторические детали хронометра (механизм, циферблаты и стрелки) переданы в Метрологический музей Росстандарта при Всероссийском НИИ метрологии имени Д. И. Менделеева.
Торжественный запуск обновлённых часов под гимн Санкт-Петербурга состоялся в июле 2003 года с участием президента Швейцарии Паскаля Кушпена в рамках празднования 300-летнего юбилея основания Петербурга.
Материалы и документы, связанные с установкой исторических часов арки Главного штаба, хранятся в Музее-архиве Д. И. Менделеева при Санкт-Петербургском государственном университете и архиве Метрологического музея Росстандарта при Всероссийском НИИ метрологии имени Д. И. Менделеева, исторический хронометр находится в экспозиции Метрологического музея.

## Комментарии
1. ↑  Позднее в здании находилось Министерство иностранных дел Российской империи.
2. ↑  По др. сведениям, механизм был изготовлен швейцарской фирмой «Винтер»[9][10].
3. ↑  Президент Швейцарии в 2003 и 2008 годах.

### Книги
- Часы городские // Санкт-Петербург. Петроград. Ленинград : Энциклопедич. справ. / ред. кол.: Л. Н. Белова и др. — М.: Большая российская энциклопедия, 1992. — С. 656. — 80 000 экз. — ISBN 5-85270-037-1..
- Пукинский Б. К. Санкт-Петербург. 1000 вопросов и ответов / Болеслав Пукинский. — СПб.: Норинт, 2011. — 83 с. — ISBN 978-5-7711-0216-0.
- Пипуныров В. Н., Чернягин Б. М. Развитие хронометрии в России / Василий Пипуныров, Борис Чернягин ; АН СССР. — М.: Наука, 1977. — 216 с. — (История науки и техники). — 26 000 экз.

### Статьи
- Гинак Е. Б. Метрологическая реформа Д. И. Менделеева // Вопросы истории естествознания и техники : журнал. — М., 2008. — № 1. — С. 35—50. — ISSN 0205-9606.
- Петров А. Часы охраняют вечность // Гудок : газета. — М., 2004. — Вып. 10 февраля.
- Рубцова В. Точнее не бывает (недоступная ссылка — история) // Невское время : газета. — СПб., 2003. — Вып. 10 июля.
- Свиридов А. Часы от швейцарского президента // Коммерсантъ : газета. — М., 2003. — Вып. 10 июля.